# Alita: Thiên thần chiến binh
Alita: Thiên thần chiến binh (tên tiếng Anh gốc: Alita: Battle Angel) là một bộ phim điện ảnh thể loại cyberpunk hành động viễn tưởng Mĩ năm 2019, dựa trên bộ manga Gunnm của tác giả Yukito Kishiro. Bộ phim được đạo diễn kiêm biên kịch bởi Robert Rodriguez, với kịch bản viết giúp bởi James Cameron và Laeta Kalogridis, được sản xuất bởi James Cameron và Jon Landau. Rosa Salazar đóng vai chính Alita, một người máy không hề nhớ mình là ai và đến từ đâu, cô bắt đầu đi tìm kí ức của mình, với các vai phụ được thể hiện bởi Christoph Waltz, Jennifer Connelly, Mahershala Ali, Ed Skrein, Jackie Earle Haley và Keean Johnson.

## Nội dung
Vào thế kỉ 23, năm 2263, một cuộc chiến tranh thảm khốc tên là "The Fall" (Sự sụp đổ) đã xảy ra. Khoảng 300 năm sau, vào thế kỉ 26, năm 2563, Trái Đất bị tàn phá nặng nề do cuộc chiến tranh đó. Trong khi thăm dò khu đô thị của thành phố Sắt, tiến sĩ Dyson Ido đã tình cờ phát hiện ra một nữ người máy bị hư hại nửa cơ thể, sở hữu bộ não con người và trái tim hoàn toàn nguyên vẹn tại một bãi phế liệu. Ido đã tái tạo lại người máy và đặt tên cho cô là "Alita" theo tên của người con gái đã mất của ông.Alita không hề nhớ gì về kí ức của cô cũng như thế giới mình đang sống, cho đến khi cô nhận ra mình là một vũ khí siêu tân tiến nửa người nửa máy, với bộ não phi thường và đôi tay, chân nhanh nhẹn.
Trong một lần đi dạo, Alita tình cờ gặp được Hugo, một chàng trai mồ côi làm nghề bán linh kiện, Hugo luôn mơ ước được chuyển đến sống ở thành phố trên bầu trời Zalem, trong khi Iron là một thành phố phế liệu. Chàng trai trẻ này có thể nhận thấy hoàn cảnh tội nghiệp của Alita ngay lần đầu gặp mặt, cả hai trở thành bạn sau đó, anh quyết tâm bảo vệ cô và giúp cô tìm lại kí ức của mình, trong khi Ido lại phản đối việc tìm kí ức đó.
Vào một đêm, Alita đã đi theo Ido và cô phát hiện ra rằng Ido chính là một Thợ săn-Chiến Binh khi họ gặp phải ba sát thủ người máy do Grewishka chỉ huy. Khi Ido bị thương, Alita theo bản năng đã tấn công kẻ thù, cô giết chết hai tên và chỉ làm tổn thương được một phần của Grewishka trước khi hắn rút lui vào lòng đất. Alita đã phát hiện lại kỹ năng của mình trong môn võ thuật cổ xưa "Panzer Kunst", Ido không khuyến khích cô nên trở thành một Thợ săn-Chiến binh. Ngày hôm sau, Alita cùng với Hugo và những người bạn của anh đi khám phá một con tàu vũ trụ bị chìm dưới nước ngoài thành phố, Alita đã vào trong tàu và phát hiện một thi thể người máy Berserker, Ido từ chối cài thân thể đó vào cơ thể Alita, vì sợ hậu quả của nó tương thích với trái tim cô.
Ngán ngẩm với Ido, Alita tự đăng ký làm một Thợ săn-Chiến binh. Sau đó, cô và Hugo vào quán bar Kansas để nhờ các Thợ săn-Chiến binh ở đó giúp bắt tên Grewishka, nhưng họ từ chối vì Grewishka không nằm trong danh sách bị truy nã. Đột nhiên, Grewishka đã xông vào quán và thách Alita một trận tái đấu, hắn khai rằng hắn được ông chủ của mình, Nova gửi đến để tiêu diệt Alita. Mặc dù tràn đầy lòng can đảm và kỹ năng võ thuật, cơ thể của Alita cuối cùng bị cắt đứt bởi những ngón tay sắc bén của Grewishka. Ido, Hugo và một Thợ Săn-Chiến binh khác buộc hắn phải rút lui. Ido cấy ghép Alita vào cơ thể Berserker, để nó tự động giao tiếp với hệ thống của cô, bất chấp với hậu quả khó lường xảy ra.
Alita nảy sinh tình cảm với Hugo, cô đã tham gia cuộc đua thể thao chuyên nghiệp motorball là một ngụ ý để gửi Hugo đến Zalem. Ido phát hiện ra rằng các thí sinh khác cũng chính là Thợ săn-Tiền thưởng người máy, và chúng được Vector thuê đến để giết cô. Ông cảnh báo Alita và khi cuộc đua bắt đầu, cô tiêu diệt nhiều thí sinh bên đối phương bằng những kỹ năng siêu việt của mình. Trong khi đó, Hugo đang bị Zapan săn lùng sau khi hắn đổ tội Hugo giết người dù thực ra anh chỉ phá hỏng một người máy. Hugo gọi Alita đến giúp đỡ và cô buộc phải rời trận đấu để giải cứu anh. Cô tìm thấy Hugo ngay khi Zapan đến và hắn cũng nói với cô rằng, Hugo đã tấn công người máy của hắn và đánh cắp các bộ phận cơ thể. Biết rằng Alita đang có cảm tình với Hugo, Zapan đã làm Hugo bị thương nặng và hắn áp dụng luật của Thợ săn-Chiến Binh để cho cô lựa chọn giết Hugo hoặc để Zapan giết anh. Chiren, vợ cũ của Ido, cố gắng cứu Hugo bằng cách gắn đầu anh vào trái tim của Alita. Zapan cố ngăn Alita rời đi nhưng cô đã nhanh tay cắt một phần khuôn mặt hắn.
Ido ghép đầu Hugo lên một cơ thể người máy và nói với Alita rằng hành động của Hugo là sai lầm khi tìm đường đến Zelem. Ido kết luận đây chỉ là lời dối trá bịa đặt của Vector và công dân của Thành phố Iron sẽ không thể đi vào Zalem trừ khi họ là nhà vô địch Motorball. Alita quyết định đối đầu với Vector, người đã bị Nova, một nhà khoa học của Zalem điều khiển. Thông qua Vector, Nova khai rằng Chiren (vợ Ido) đã tự lấy nội tạng của mình và yêu cầu cho Grewishka giết cô ta. Alita chiến đấu với Grewishka một lần nữa và giết chết hắn sau đó giết cả Vector, cô nói với Nova rằng hắn đã phạm sai lầm khi đánh giá thấp cô.
Ido thông báo Alita rằng Hugo đã chạy trốn và đang cố gắng trèo lên một ống nhà máy về phía Zalem. Alita cầu xin Hugo quay lại với cô, nhưng đột nhiên một chiếc vòng nhọn hoắt do Nova đặt đi theo đường ống, trúng phải và xé tan xác cơ thể máy móc Hugo và bắn anh lên không. Alita cố nắm lấy cánh tay còn lại của Hugo và sử dụng kiếm của cô để bảo vệ mình. Nhưng tay Hugo không thể giữ và anh rơi vào cái chết, trước khi có thể nói lời tạm biệt.
Nhiều tháng sau, Alita là vận động viên xuất sắc của motorball. Khi đám đông cổ vũ, cô chĩa kiếm về phía Nova trên cao Zalem với ánh mắt hận thù.

## Diễn viên lồng tiếng
- Rosa Salazar trong vai Alita, một nữ người máy bị mất trí nhớ, có mái tóc ngắn, đôi mắt nâu và nhạy cảm.
- Christoph Waltz trong vai tiến sĩ Dyson Ido, một nhà khoa học nổi tiếng, Thợ săn-Chiến binh[b] và là người tìm thấy/chăm sóc Alita.
- Jennifer Connelly trong vai Chiren, vợ cũ của Ido, người đã bị trục xuất cùng anh và con gái của họ khỏi Zalem và luôn ước mơ trở lại đó.
- Mahershala Ali trong vai Vector, một doanh nhân chuyên khai thác các trận đấu motorball.
- Ed Skrein trong vai Zapan, một thợ săn tiền thưởng người máy có nhiệm vụ truy lùng và sát hại Alita.
- Jackie Earle Haley trong vai Grewishka, một gã người máy khổng lồ với tư cách là sát thủ làm việc cho Nova, Grewishka dựa trên Grewcica từ Battle Angel Alita (OVA).
- Keean Johnson trong vai Hugo, người đã dạy Alita chơi một trò kiểu đấu sĩ tên là motorball.
- Lana Condor trong vai Koyomi K, một người bạn của Hugo.
- Jorge Lendeborg Jr. trong vai Tanji, một người bạn của Hugo.
- Jai Courtney trong vai Jashugan, một nhà vô địch motorball.
- Michelle Rodriguez trong vai Gelda, một chiến binh người máy đến từ Sao Hỏa và cùng là người huấn luyện Alita.
- Eiza González trong vai Nyssiana, một người máy sát thủ chuyên đi săn những cái đầu có tiền thưởng.
- Idara Victor trong vai y tá Gerhad, trợ lý của Ido.
- Marko Zaror trong vai Ajakutty, một người chơi Motorball.
- Elle LaMont trong vai Víthead, một nữ thợ săn chiến binh.
- Leonard Wu trong vai Kinuba, một người chơi motorball.
- Jeff Fahey trong vai McTeague, thợ săn chiến binh dẫn đầu một đàn chó robot.
- Rick Yunetrong vai Master Clive Lee, một Thợ săn-Chiến Binh, người giữ kỷ lục đã tước đi 200 sinh mạng.
- Casper Van Dien trong vai Amok.
- Edward Norton trong vai Nova, một nhà khoa học của Zalem, người có khả năng chuyển ý thức của mình vào cơ thể người khác.

## Sản xuất

### Phát triển
Battle Angel Alita, một bộ truyện tranh cyberpunk Nhật Bản do Yukito Kishiro viết, ban đầu được nhà làm phim Guillermo del Toro chú ý đến, và James Cameron lập tức đã yêu thích bộ truyện này.
Tên miền "battleangelalita.com" đã được Cameron đăng ký cho 20th Century Fox vào tháng 6 năm 2000. Fox cũng đã đăng ký tên miền "battleangelmovie.com" vào tháng 1 năm 2003,
. Theo báo cáo của Moviehole, Cameron sẽ chỉ đạo bộ phim Battle Angel. Cameron cho rằng kịch bản của bộ phim vẫn đang được phát triển trong một cuộc phỏng vấn tại chương trình Tokudane! trên Fuji TV vào ngày 7 tháng 5 năm 2003. Ban đầu bộ phim được dự kiến là sản phẩm tiếp theo của anh sau Dark Angel, chịu ảnh hưởng từ Battle Angel Alita. Sau đó, nó được lên kế hoạch để thành bộ phim tiếp theo của ông sau Aliens of the Deep vào tháng 1 năm 2005.
Vào tháng 6 cùng năm, The Hollywood Reporter thông báo bộ phim đã bị trì hoãn trong khi Cameron phát triển một bộ phim có tên Project 880, mà sau đó được đổi tên thành Avatar. Entertainment Weekly đã thực hiện một cuộc phỏng vấn Cameron vào tháng 2 năm 2006, trong đó gồm thông tin ông đã thỏa thuận với 20th Century Fox sẽ sản xuất cả hai bộ phim. Bài báo cũng tuyên bố rằng Battle Angel dự kiến sẽ được phát hành vào tháng 9 năm 2009. Vào tháng 6 năm 2006, Cameron nhận xét Battle Angel là phần thứ hai trong ba 
bộ phim được lên kế hoạch mà ông đang phát triển, với bộ thứ nhất là Avatar.
Vào tháng 5 năm 2008, Cameron sẽ thực hiện một bộ phim có tựa đề The Dive, nói về tiểu sử của những người tự do Francisco Ferreras và Audrey Mestre, bởi do đó khiến bộ phim trì hoãn một lần nữa. Tháng 7 năm đó, tại San Diego Comic-Con International, ông vẫn cam kết thực hiện bộ phim. Vào tháng 12 năm 2009, Cameron đã bình luận trong một cuộc phỏng vấn với MTV News, kịch bản cho Battle Angel đã hoàn thành.
Vào tháng 2 năm 2010, nhà sản xuất Jon Landau đã bình luận trong một cuộc phỏng vấn rằng ông đang cố thuyết phục Cameron thay đổi tên bộ phim thành Alita: Battle Angel. Nhà biên kịch Laeta Kalogridis cũng hợp tác để viết bộ phim. Vào tháng 8 năm 2010, bộ phim vẫn còn trong danh sách phát triển, nhưng Cameron không biết khi nào sẽ làm nó. Tuy nhiên, vào tháng 10 cùng năm, ông đã xác nhận các bộ phim tiếp theo của ông sẽ là hai phần tiếp của Avatar thay vì Battle Angel. Ông không có ý định từ bỏ bộ phim, anh quá say mê dự án để giao nó cho đạo diễn khác, nhưng vào tháng 6 năm 2011 nó sẽ không được sản xuất cho đến khi hai phần tiếp theo của Avatar hoàn thành, Battle Angel sẽ không tiếp tục phát triển trong vài năm. Theo Cameron, lý do ông sản xuất Avatar trước là vì ông tin rằng bộ phim có thể nâng cao nhận thức của cộng đồng về nhu cầu bảo vệ môi trường.
Trong một cuộc phỏng vấn với Alfonso Cuarón vào tháng 7 năm 2013, Cameron đã đặt năm 2017 là năm bắt đầu sản xuất bộ phim. Vào tháng 10 năm 2015, The Hollywood Reporter đã báo cáo đạo diễn Robert Rodriguez đang đàm phán để chỉ đạo bộ phim, bây giờ có tựa đề Alita: Battle Angel, Cameron sẽ gắn bó công việc với tư cách nhà sản xuất cùng với Jon Landau. Rodriguez đã được Cameron đưa vào để cổ đông và kết hợp kịch bản hơn 186 trang của Cameron và khoảng 600 trang ghi chú kịch bản bấm máy. Hài lòng với công việc của Rodriguez về kịch bản, Cameron đề nghị anh làm công việc đạo diễn, và một phần do Cameron từng có ý định từ bỏ bộ phim này, nên ông đã giao lại cho Rodriguez vì ông cho rằng "nếu cậu muốn làm thì cứ làm", để lại Cameron lo chiếc ghế đạo diễn cho các phần kế tiếp của Avatar.

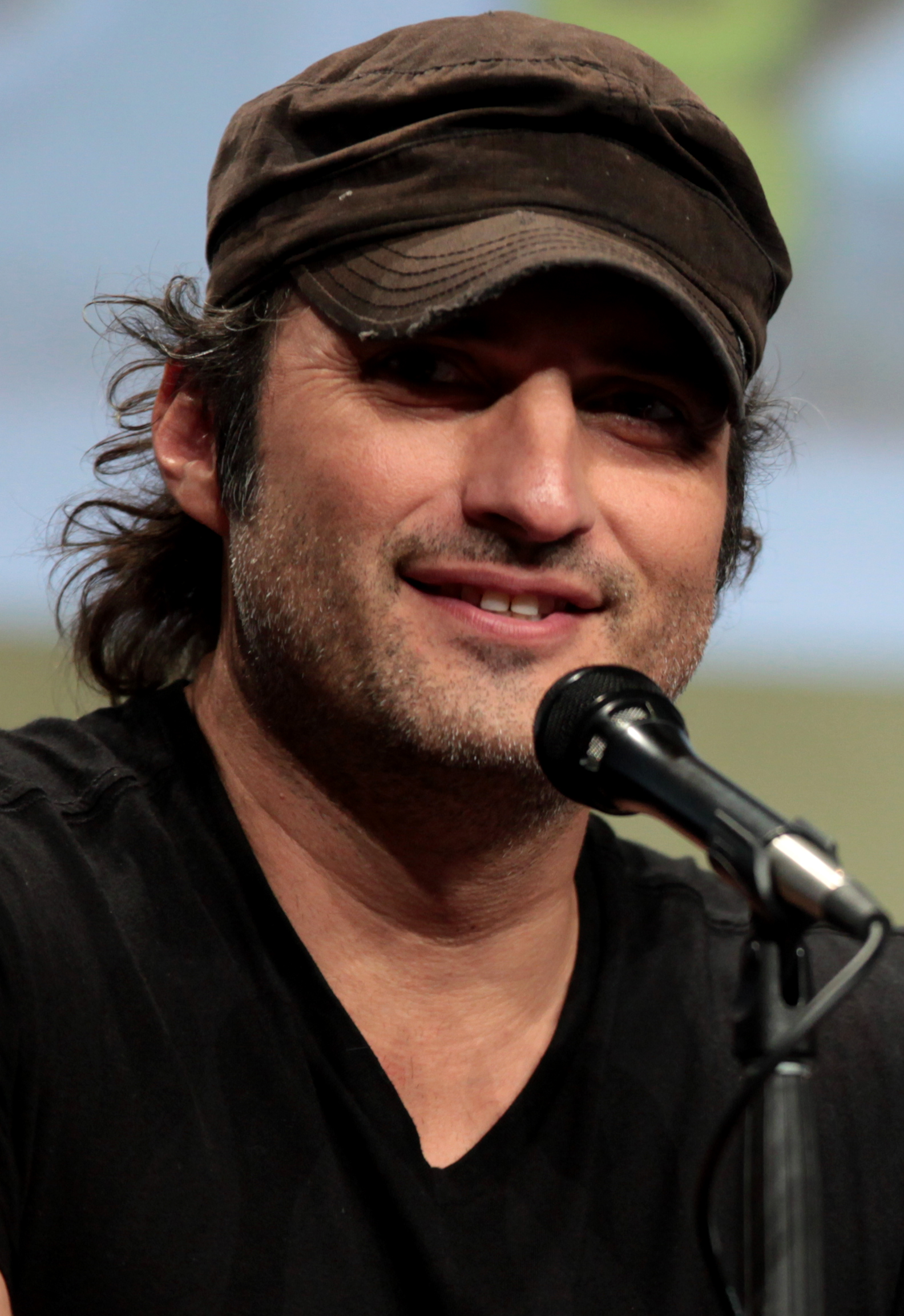
Robert Rodriguez, đạo diễn của bộ phim Alita năm 2019

Vào tháng 4 năm 2016, The Hollywood Reporter đã báo cáo rằng 20th Century Fox vẫn chưa khởi chiếu bộ phim, vì họ đang cố gắng giảm ngân sách xuống mức dưới 175 đô la - 200 triệu đô la. Bài báo cũng thông báo Rodriguez đã được ký làm giám đốc. Cuối tháng 5 năm 2016, Fox đã lên lịch phát sóng bộ phim vào ngày 20 tháng 7 năm 2018.

### Tiền kỳsản xuất
Khi James Cameron còn dưới thời đạo diễn tiềm năng, bộ phim đã được sản xuất cùng với một số hình ảnh sống động do máy tính tạo ra mà Cameron cũng sử dụng trong Avatar. Cụ thể, Cameron dự định kết xuất nhân vật chính Alita trong CGI. Cameron tuyên bố anh sẽ sử dụng các công nghệ được phát triển cho Avatar để sản xuất bộ phim, chẳng hạn như Hệ thống máy ảnh Fusion, chụp chuyển động khuôn mặt và Simulcam. Vào tháng 5 năm 2006, theo Variety, Cameron đã dành 10 tháng để phát triển công nghệ nhằm sản xuất bộ phim.
Vào tháng 10 năm 2008, Mark Goerner, một nghệ sĩ kỹ thuật số đã làm việc cho bộ phim trong một năm rưỡi, nhận xét rằng công việc tiền sản xuất cho bộ phim đã hoàn thành.
Trong một cuộc phỏng vấn vào tháng 2 năm 2019, Cameron đã đặt thành phố nổi Zalem ở Panama. Ông giải thích rằng thành phố không nổi, mà treo trên một thang máy không gian, có các ống xung quanh nối với nhiều nhà máy bên dưới. Thành phố Iron được thiết kế theo kiểu Tây Ban Nha và kiến trúc Mỹ Latinh.

### Hậu kỳsản xuất
Các hiệu ứng hình ảnh được cung cấp bởi Weta Digital, DNEG, Framestore và được giám sát bởi Joe Letteri, Eric Saindon, Nick Epstein, Raymond Chen, Nigel Denton-Howes.
Một video phía sau hậu trường (behind the scene) được Fox đăng tải lên YouTube vào ngày 1 tháng 2 năm 2019. Trong đó, John Letteri, Giám sát cao cấp hiệu ứng hình ảnh, đã tiết lộ mọi cử chỉ đến hành động, cảm xúc của Alita được thể hiện giống như đúc trên mặt người thật của Salazar, đó đều nhờ bắt hình diễn xuất. Ở mỗi cảnh đều có một máy quay để thu hình khuôn mặt Salazar và cả người cô, khuôn mặt và cả trang phục Salazar sẽ được hãng thiết kế lại thành Alita dưới dạng khung xương đến mô hình 3D, từ mô hình 3D phác thảo lại nhân vật, đó là hiệu ứng hình ảnh của bộ phim.

### Diễn vai
Một bài báo trên The Hollywood Reporter vào tháng 4 năm 2016 đã báo cáo rằng Maika Monroe, Rosa Salazar và Zendaya là một trong 3 nữ diễn viên cuối cùng được coi là đảm nhận vai Alita trong phim, quyết định cho vai diễn ra trong vòng vài tuần. Bạn diễn cũ của Zendaya, Bella Thorne, cũng đã thử vai này. Gần cuối tháng 5, Collider báo Salazar đã được chọn.
Vào tháng 8 năm 2016, Christoph Waltz đã đàm phán để đóng vai tiến sĩ Dyson Ido, tương đương với Daisuke Ido từ truyện tranh gốc. Vào ngày 14 tháng 9, Jackie Earle Haley được thông báo là nhân vật phản diện người máy. Vào ngày 21 tháng 9, Variety đã báo rằng Ed Skrein sẽ đàm phán cho một vai diễn trong phim; The Hollywood Reporter cũng đã xác nhận anh được chọn vào vai nhân vật phản diện Zapan.
Vào ngày 30 tháng 9, Keean Johnson được cho là vào vai Hugo. Hãng phim cũng đã xem xét cho vai của Avan Jogia, Douglas Booth, Jack Lowden và Noah Silver, nhưng quyết định chọn Johnson vì họ đang tìm kiếm một người nào đó "mơ hồ về khuôn mặt". Vào ngày 3 tháng 10, Mahershala Ali được báo trong cuộc đàm phán sẽ chọn vai phản diện Vector. Trong một cuộc phỏng vấn sau khi giành giải Nam diễn viên phụ xuất sắc nhất của mình tại lễ trao giải Oscar lần thứ 89, Ali tiết lộ rằng anh sẽ đóng hai vai trong phim, mặc dù anh không nói rõ tính chất về vai thứ hai.
Vào ngày 5 tháng 10, González đã tham gia bộ phim. González là một trong những vai chính trong loạt phim truyền hình của Rodriguez: From Dusk till Dawn: The Series. Jorge Lendeborg Jr. được công bố cho một vai trong bộ phim vào ngày 7 tháng 10, anh sẽ đóng vai bạn của Hugo. Lana Condor tham gia một vai diễn vào ngày 11 tháng 10, Koyomi. Vào ngày 18 tháng 10, Leonard Wu được chọn vào vai người máy Kinuba. Marko Zaror tham gia vai diễn viên với vai trò người máy Ajakutmty vào tháng 12 năm 2016. Vào ngày 7 tháng 2 năm 2017, Jennifer Connelly tham gia một vai phản diện vô danh. Michelle Rodriguez được công bố cho một vai diễn vào ngày 22 tháng 2 năm 2017, sau khi bộ phim hoàn thành các cảnh quay.

### Quay phim
Bộ phim bắt đầu quay tại Austin, Texas vào ngày 17 tháng 10 năm 2016 và kết thúc vào ngày 9 tháng 2 năm 2017.

### Âm nhạc
Vào ngày 17 tháng 12 năm 2018, Dua Lipa đã có một bài hát trong nhạc phim với tựa đề "Swan Song" (tạm dịch: "Bài hát thiên nga). Bài hát và video ca nhạc chính thức được phát hành vào ngày 24 tháng 1 năm 2019, được đạo diễn bởi Floria Sigismondi.
Album tất cả nhạc phim đã được phát hành vào ngày 15 tháng 2 năm 2019 tại Milan Records.. Tom Holkenborg đã góp phần sáng tác tất cả bản nhạc của phim với tư cách như là tác giả.
| Alita Battle Angel (Original Motion Picture Soundtrack) | Alita Battle Angel (Original Motion Picture Soundtrack) | Alita Battle Angel (Original Motion Picture Soundtrack) |
| STT                                                     | Nhan đề                                                 | Thời lượng                                              |
| ------------------------------------------------------- | ------------------------------------------------------- | ------------------------------------------------------- |
| 1.                                                      | "Discovery"                                             | 3:13                                                    |
| 2.                                                      | "I Don't Even Know My Own Name"                         | 5:44                                                    |
| 3.                                                      | "What's Your Dream?"                                    | 3:16                                                    |
| 4.                                                      | "Double Identify"                                       | 1:54                                                    |
| 5.                                                      | "The Warrior Within"                                    | 3:31                                                    |
| 6.                                                      | "A Dark Past"                                           | 1:29                                                    |
| 7.                                                      | "In Time You'll Remember"                               | 0:58                                                    |
| 8.                                                      | "Nova's Order"                                          | 2:48                                                    |
| 9.                                                      | "Jackers Misson"                                        | 2:36                                                    |
| 10.                                                     | "Unlocking the Past"                                    | 3:52                                                    |
| 11.                                                     | "Whose Body is This?"                                   | 2:06                                                    |
| 12.                                                     | "Grewishka's Revenge"                                   | 4:23                                                    |
| 13.                                                     | "Broken Doll"                                           | 2:34                                                    |
| 14.                                                     | "With Me"                                               | 5:41                                                    |
| 15.                                                     | "I'd Give You My Heart"                                 | 3:07                                                    |
| 16.                                                     | "You Just Lost A Puppy"                                 | 2:30                                                    |
| 17.                                                     | "What Did You Do"                                       | 3:41                                                    |
| 18.                                                     | "In the Clouds"                                         | 3:56                                                    |
| 19.                                                     | "Raising the Sword"                                     | 1:43                                                    |
| 20.                                                     | "Motorball"                                             | 5:14                                                    |
| Tổng thời lượng:                                        | Tổng thời lượng:                                        | 1:04:00                                                 |

## Khởi chiếu
Bộ phim được phát hành bởi 20th Century Fox và khởi chiếu chính thức vào ngày 14 tháng 2 năm 2019, và được khởi chiếu tại các rạp IMAX cũng như tại các rạp ở Việt Nam. Ban đầu được dự tính phát hành vào ngày 20 tháng 7 năm 2018, nhưng vào tháng 2 cùng năm, bộ phim đã bị trì hoãn đến ngày 21 tháng 12, trước khi bị đẩy một lần nữa tới cuối tháng 9 đến ngày phát hành hiện tại.
Bộ phim dự kiến phát hành tại Nhật Bản và Trung Quốc vào ngày 22 tháng 2 năm 2019, sau kỳ nghỉ Tết Nguyên đán. Bộ phim cũng đã được phát hành sớm tại các rạp chiếu phim ở Hồng Kông, Malaysia và Đài Loan vào ngày 5 tháng 2, Philippines vào ngày 6 tháng 2, và Ấn Độ vào ngày 8 tháng 2.
Bộ phim đã tổ chức buổi ra mắt toàn thế giới vào ngày 31 tháng 1 năm 2019 tại Leicester Square Theatre ở Luân Đôn. Vào ngày 28 tháng 1 năm 2019, Cameron tuyên bố bộ phim sẽ tổ chức các buổi chiếu thử miễn phí một ngày tại Hoa Kỳ vào ngày 31 tháng 1 năm 2019.

## Đón nhận

### Phòng vé
Tính đến ngày 19 tháng 3 năm 2019, Alita: Thiên Thần Chiến Binh đã thu về 85,3 triệu đô la tại Hoa Kỳ, Canada và 317,4 triệu đô la ở các quốc gia khác, với tổng số tiền trên toàn thế giới là 402,7 triệu đô la, so với chi phí sản xuất là 170 triệu đô la. Để hòa vốn, 20th Century Fox đã tự dự đoán tổng doanh thu toàn cầu sẽ cần 350 triệu đô, nhưng giới báo chí dự đoán cao nhất là 400 – 550 triệu.

#### Ở Bắc Mỹ
Ở Hoa Kỳ và Canada, bộ phim đã ra mắt với doanh thu 18–22 triệu đô la cuối tuần đầu và tổng doanh thu trở thành 25 triệu đô la từ 3.790 rạp khác nhau trong bốn ngày sau. Sau khi đạt được 8.7 triệu đô la vào thứ Năm ngày lễ tình nhân (bao gồm 2.4 triệu từ buổi chiếu tối thứ Tư), doanh thu từ 36 triệu đã tăng lên --> 44 triệu. Ngày tiếp theo, Alita đã thu thêm 7.5 triệu.
Khán giả cuối tuần mở cửa đầu tiền gồm 60% nam và 40% nữ, với 44% người Mỹ da trắng, 21% người Mỹ gốc Tây Ban Nha-Latinh, 15% người Mỹ gốc Á và 14% người Mỹ gốc Phi. Bộ phim đã giảm 58% vào cuối tuần thứ hai, kiếm được 12 triệu đô la và đứng thứ hai sau bộ phim mới Bí kíp luyện rồng: Vùng đất bí ẩn và sau đó kiếm được 7 triệu đô la trong cuối tuần thứ ba, đứng thứ 3 sau vị trí thứ 2 là A Madea Family Funeral, với vị trí số 1 vẫn là phần Bí kíp luyện rồng mới.

#### Ở quốc gia khác
Ngày 10 tháng 2 năm 2019, bộ phim thu về 32 triệu đô la từ 11 thị trường quốc tế, bao gồm 10 quốc gia châu Á và Vương quốc Anh. Bộ phim ở vị trí thứ hai tại Hàn Quốc với 10,9 triệu đô la, số một ở Đài Loan với 4,2 triệu đô la (đây là là doanh thu lớn thứ tư của Fox từ trước đến nay), thu về 4,2 triệu đô la tại Vương quốc Anh (42% cổ phần 3D) và 2,9 triệu đô la ở Malaysia (đây là lần mở lớn thứ hai của Fox từ trước đến nay), cuối cùng tại Việt Nam thu được 10 tỉ đồng, xấp xỉ tương đương hơn 400.000 đô. Trong tuần thứ hai, bộ phim đã thu về 56,2 triệu đô la từ 86 thị trường, nâng tổng doanh thu toàn cầu lên 94,4 triệu đô la. Bộ phim đã vượt qua Giải mã mê cung (2014) 28% và Ready Player One (2018) 5%.Alita là bộ phim có doanh thu cao thứ hai vào cuối tuần với 84 triệu đô la toàn thế giới, chỉ sau bộ phim The Wandering Earth.
Tại Trung Quốc, đã có 1 triệu đô la thu về sau các buổi công chiếu nửa đêm. Tiếp tục với tổng doanh thu ở đây là 20 triệu, bộ phim được dự kiến vào cuối tuần công chiếu sẽ thu về 50 hoặc hơn 60 triệu đô la.

### Phản hồi
Bộ phim đã nhận được rất nhiều lời đánh giá tích cực, ca ngợi hiệu ứng hình ảnh và các kĩ thuật hành động của nó, nhưng trong đó cũng có phần không hài lòng về hiệu ứng quá "lộn xộn" và kịch bản thì "khó hiểu".
Trên trang tổng hợp đánh giá Rotten Tomatoes, Alita: Thiên thần chiến binh giữ tỷ lệ điểm khen ngợi 60% dựa trên 286 đánh giá, với điểm trung bình là 5,95/10. Một phần sự khen ngợi của trang web: "Câu chuyện của Alita đang cố đấu tranh để theo kịp các hiệu ứng đặc biệt của nó, nhưng người hâm mộ của thể loại hành động khoa học viễn tưởng vẫn có thể thấy mình được giải trí chưa bao giờ là đủ." Trên Metacritic, bộ phim có điểm trung bình 54/100, dựa trên 48 nhà phê bình. Khán giả ở CinemaScore đã bình chọn cho bộ phim điểm trung bình "A-" theo thang điểm từ A+ > F, trong khi những người ở PostTrak cho bộ phim 78% điểm và 59% điểm "khuyến khích nên xem".
Michael Nordine của IndieWire cho bộ phim điểm B+, nói rằng Alita là phim hay nhất của Rodriguez và Michael còn đề cập về vai trò của bộ phim trong thể loại khoa học viễn tưởng tương lai. Đến từ Variety, Guy Lodge vinh danh công sức của Rodriguez đã dành cho phim, nhưng Lodge cho rằng bộ phim rất "lộn xộn" và khen phần hiệu ứng đẹp khó tả. Ngay cả bản thân Yukito Kishiro, tác giả của bộ manga gốc, ông cũng nhận xét về bộ phim: "Họ đã miêu tả những điều mà tôi, với tư cách một nhà văn và họa sĩ vẽ truyện tranh coi là không thể. Và với chất lượng như vậy, tôi chỉ nghĩ: 'Cảm ơn bạn!'. Đây là bộ phim tôi muốn xem từ 30 năm trước! Tôi ghen tị với những gì có trong phim."

## Tiếp thị
Đoạn trailer giới thiệu đầu tiên cho bộ phim được phát vào ngày 8 tháng 12 năm 2017, với ý định phát bộ phim vào tháng 7 năm 2018. Đoạn phim đã nhận được một lượng lớn phản ứng trái chiều, với phần lớn các bình luận tập trung vào nhân vật chính, Alita. Andrew Liptak của The Verge nhận xét rằng "Nhân vật này trông giống như một con búp bê anime sống động, hoặc chỉ là một nhân vật Disney với mái tóc bình thường. Đây có lẽ là một lựa chọn chủ ý, để nhắc nhở người xem rằng Alita không phải lúc nào cũng là con người. Nhưng sau nhiều năm, các nhà làm phim hoạt hình CGI đang cố gắng bắt chước khuôn mặt đầy sức thuyết phục của con người và không thành công, vẫn không yên tâm khi thấy một nhân vật quá gần với thực tế này, trong khi ở cách xa nó". Adam Chitwood của Collider đã rất lạc quan khi nói: "Điều này thật đáng kinh ngạc, bây giờ đã rõ tại sao Cameron lại xem xét điều này ngay từ đầu. Lựa chọn nhân vật chính của bạn là một tác phẩm CG thực đầy tham vọng, tôi có thể chắc chắn rằng điều này không giống với bất cứ cái gì mà Robert Rodriguez từng làm trước đây. Tôi không biết liệu nó có tốt không, nhưng chắc chắn nó sẽ rất thú vị".
Đoạn trailer thứ hai được trình chiếu tại SDCC 2018 và được phát hành vào ngày 23 tháng 7 năm 2018, với ý định phát bộ phim vào tháng 12 năm 2018. Đoạn giới thiệu có một bản cover "New Divide" của Linkin Park, được nhà soạn nhạc J2 trình bày với giọng ca Avery. Trailer thứ ba được phát hành vào tháng 11 năm 2018, gần một năm sau khi trailer đầu tiên được tung ra.
Một cuốn tiểu thuyết đã được phát hành vào ngày 20 tháng 11 năm 2018, được viết bởi tác giả khoa học giả tưởng Pat Cadigan. Có tên "Iron City", câu chuyện của tiểu thuyết đóng vai là một phần tiền truyện tập trung vào một số cư dân sống ở Thành phố Iron trước các sự kiện của bộ phim. Một phiên bản audiobook của cuốn tiểu thuyết cũng phát hành cùng ngày, được thuật lại bởi Brian Nishii.
Vào tháng 2 năm 2019, 20th Century Fox đã hợp tác với Iam8bit để xây dựng "Pasport to the Iron City", một sân chơi giải trí sở hữu bối cảnh của bộ phim để người hâm mộ có thể tham quan thành phố Iron một cách thực tế, sân chơi đã có mặt tại Thành phố New York, Los Angeles và Austin.
Một ứng dụng trò chơi lấy cảm hứng dựa trên bộ phim đã được GameArk hợp tác với Lightstorm Entertainment phát triển và FoxNext Games phát hành, cho cả hai thiết bị iOS và Android vào ngày 10 tháng 3 năm 2019, so với phiên bản thử nghiệm trước đó một tháng. Trò chơi có tựa đề tên Việt là Alita: Thiên Thần Chiến Binh - The Game, mang thể loại MMOROG (Trò chơi nhập vai trực tuyến nhiều người chơi), gồm có hai chế độ PvP online (người đấu người) và PvE (người đấu vật), bổ sung cả 14 thứ tiếng. Người chơi sẽ không vào vai Alita mà có ba nhân vật cho sẵn là Mechanic, Stalker, Warrior.

Tính đến ngày 12 tháng 3 năm 2019, trò chơi có hơn 50,000 lượt tải trên Google Play và hơn 100 lượt đánh giá trên App Store.

## Tranh cãi
Vào ngày 30 tháng 1 năm 2019, Epic Stone Group, một công ty đa phương tiện có trụ sở tại Florida, đã kiện 20th Century Fox vì vi phạm thương hiệu đối với tên "Battle Angel". Vụ kiện tuyên bố rằng Epic Stone Group đã nộp nhãn hiệu cho "Battle Angel" vào năm 2009 cho các trò chơi trên máy tính, nhân vật hành động và các hàng hóa khác, họ cũng đã nộp đơn đăng ký mới vào tháng 4 năm 2018 để sử dụng tên hợp pháp trên DVD, sách điện tử, phim và chương trình truyền hình.
Sau khi đoạn trailer đầu tiên được tung ra vào tháng 12 năm 2017, đã có một phản ứng từ phía người hâm mộ nhận xét đôi mắt của Alita quá to hoặc có phong cách anime, hay quá dị. James Cameron sau đó thay vì sửa đôi mắt nhỏ lại thì ông lại làm nó to hơn chút, vì ông cho rằng đôi mắt to đó sẽ khiến Alita trông thật hơn.

## Phần tiếp theo
Cameron và Rodriguez đã thông báo rằng bộ phim có thể có đến nhiều phần tiếp theo. Vào ngày 6 tháng 2 năm 2019, họ tuyên bố rằng họ có kế hoạch cho Alita: Battle Angel 2 trong tương lai.